# Serie B 2017/2018
Soutěžní ročník Serie B 2017/18 byl 86. ročník druhé nejvyšší italské fotbalové ligy. Soutěž začala 25. srpna 2017 a skončila 18. května 2018. Účastnilo se jí 22 týmů z toho se 15 kvalifikovalo z minulého ročníku, 3 ze Serie A a 4 ze třetí ligy. Poslední čtyři týmy předchozího ročníku, jimiž byli Trapani Calcio, Vicenza Calcio, SSD Latina Calcio 1932 a poslední tým ročníku – AC Pisa 1909, sestoupily do Serie C. Nováčci ze Serie C jsou: US Cremonese, Benátky FC, Parma Calcio 1913 a Foggia Calcio.

## Tabulka
| Poř. | Tým                      | Z  | V  | R  | P  | VG | OG | B  |
| ---- | ------------------------ | -- | -- | -- | -- | -- | -- | -- |
| 1.   | Empoli FC                | 42 | 24 | 13 | 5  | 88 | 49 | 85 |
| 2.   | Parma Calcio 1913        | 42 | 21 | 9  | 12 | 57 | 37 | 72 |
| 3.   | Frosinone Calcio         | 42 | 19 | 15 | 8  | 65 | 47 | 72 |
| 4.   | US Città di Palermo      | 42 | 18 | 17 | 7  | 59 | 39 | 71 |
| 5.   | Benátky FC               | 42 | 17 | 16 | 9  | 56 | 42 | 67 |
| 6.   | AS Cittadella            | 42 | 18 | 12 | 12 | 61 | 48 | 66 |
| 7.   | FC Bari 1908 1           | 42 | 18 | 13 | 11 | 59 | 48 | 65 |
| 8.   | AC Perugia Calcio        | 42 | 16 | 12 | 14 | 67 | 58 | 60 |
| 9.   | Foggia Calcio            | 42 | 16 | 10 | 16 | 66 | 68 | 58 |
| 10.  | Spezia Calcio            | 42 | 13 | 14 | 15 | 46 | 45 | 53 |
| 11.  | Carpi FC 1909            | 42 | 12 | 16 | 14 | 32 | 46 | 52 |
| 12.  | US Salernitana 1919      | 42 | 11 | 18 | 13 | 51 | 58 | 51 |
| 13.  | US Cremonese             | 42 | 9  | 21 | 19 | 48 | 47 | 48 |
| 14.  | US Avellino 1912         | 42 | 11 | 15 | 16 | 49 | 60 | 48 |
| 15.  | Brescia Calcio           | 42 | 11 | 15 | 16 | 50 | 64 | 48 |
| 16.  | Delfino Pescara 1936     | 42 | 11 | 15 | 16 | 50 | 64 | 48 |
| 17.  | FC Ascoli Picchio 1898   | 42 | 11 | 13 | 18 | 40 | 60 | 46 |
| 18.  | Virtus Entella           | 42 | 10 | 14 | 18 | 41 | 54 | 44 |
| 19.  | Novara Calcio            | 42 | 10 | 14 | 18 | 42 | 52 | 44 |
| 20.  | FC Pro Vercelli 1892     | 42 | 9  | 13 | 20 | 47 | 70 | 30 |
| 21.  | Ternana Unicusano Calcio | 42 | 7  | 16 | 19 | 62 | 77 | 37 |
| 22.  | AC Cesena 2              | 42 | 11 | 14 | 17 | 55 | 61 | 35 |

Poznámky
- Z = Odehrané zápasy; V = Vítězství; R = Remízy; P = Prohry; VG = Vstřelené góly; OG = Obdržené góly; B = Body
- 1 FC Bari 1908 přišla během sezóny o 2 body.
- 2 AC Cesena přišla během sezóny o 15 bodů.

|  | Přímý postup do Serie A 2018/19 |
|  | Play off                        |
|  | Sestup do Serie C 2018/19       |

## Play off
Boj o postupující místo do Serie A.

### Předkolo
Benátky FC – AC Perugia Calcio 3:0
AS Cittadella – FC Bari 1908 2:2 (AS Cittadella postoupilo)

### Semifinále
Benátky FC – US Città di Palermo 1:1 a 0:1
AS Cittadella – Frosinone Calcio 1:1 a 1:1

### Finále
US Città di Palermo – Frosinone Calcio 2:1 a 0:2
Poslední místo pro postup do Serie A 2018/19 vyhrál tým Frosinone Calcio